# Labessière-Candeil
Labessière-Candeil è un comune francese di 757 abitanti situato nel dipartimento del Tarn nella regione dell'Occitania.

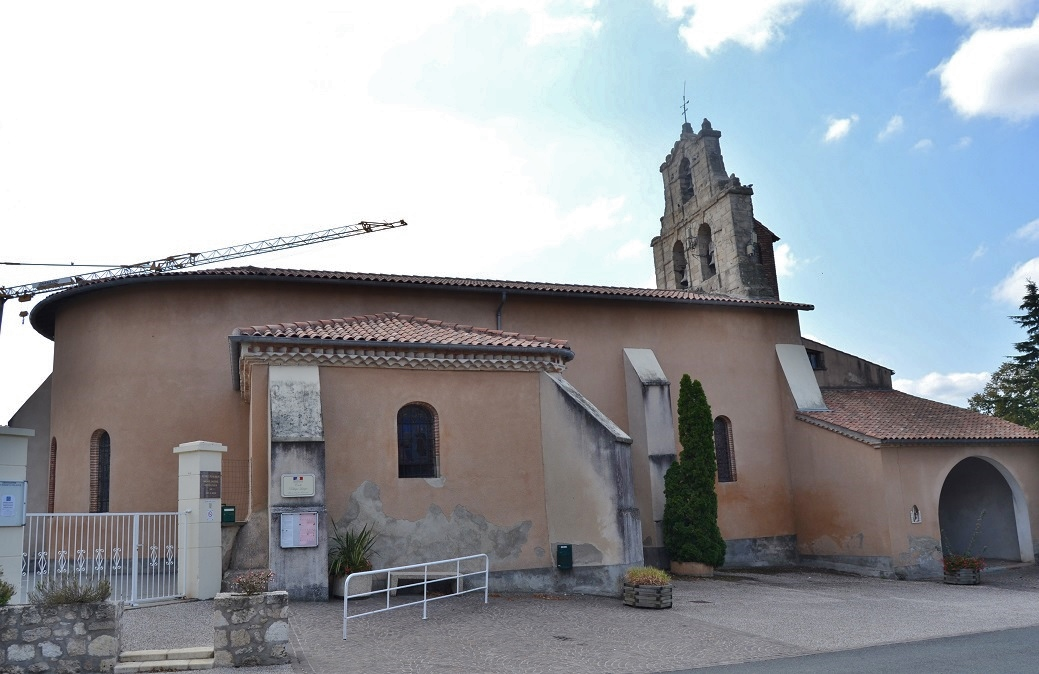
Chiessa Santa Anna.
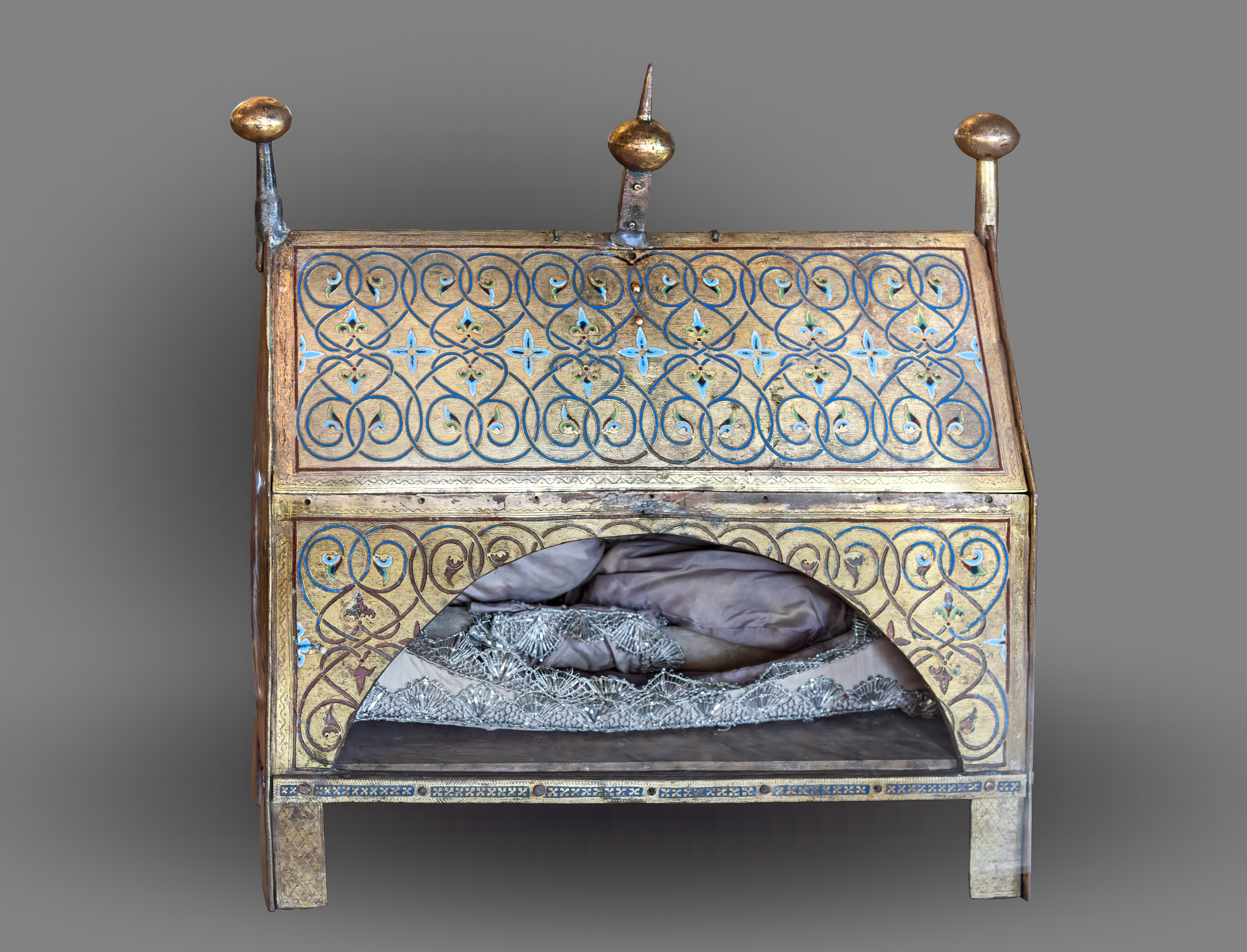
Santuario relicario di Labessière-Candeil
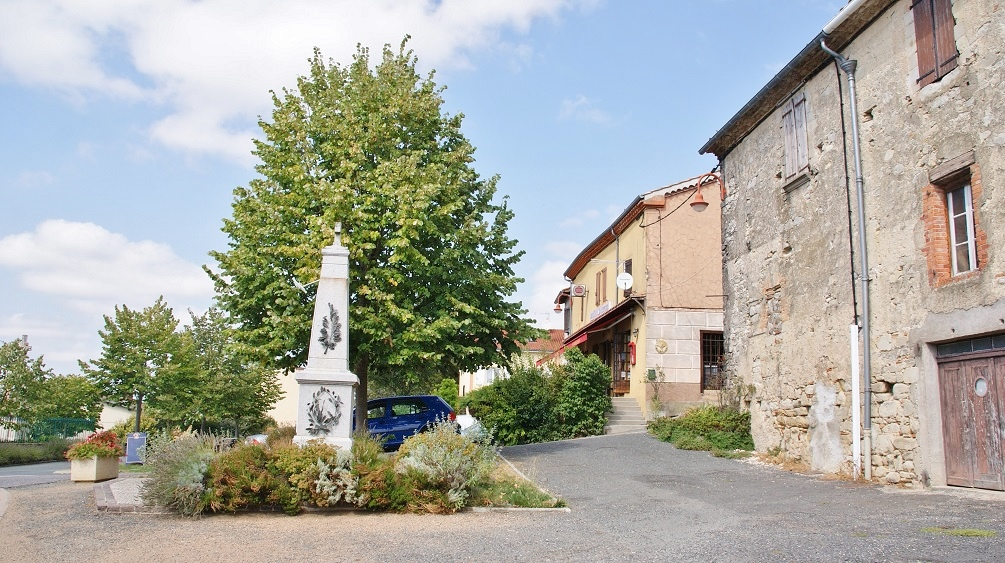
Memoriale di guerra

## Società

### Evoluzione demografica
Abitanti censiti